# Haroué
Haroué est une commune française située dans le département de Meurthe-et-Moselle, en région Grand Est.

## Géographie
| Gerbécourt-et-Haplemont | Ormes-et-Ville |            |
|                         | Haroué         | Crantenoy  |
| Affracourt              |                | Vaudeville |

### Hydrographie
La commune est dans le bassin versant du Rhin au sein du bassin Rhin-Meuse. Elle est drainée par le Madon, le ruisseau des Rouaux et le ruisseau du Bas de la Grange,. Il existait un moulin, le moulin de Xavois (mentionné sur les cartes de Cassini et de l'état-majoor 1822-1866; voir Géoportail), sur le Madon, au nord du village au lieu-dit actuel le Xénois. Il est exploité par la famille Kennel, une famille de meuniers mennonite, vers 1830.
Le Madon, d'une longueur de 97 km, prend sa source dans la commune de Vioménil et se jette  dans la Moselle à Pont-Saint-Vincent, après avoir traversé 47 communes. 

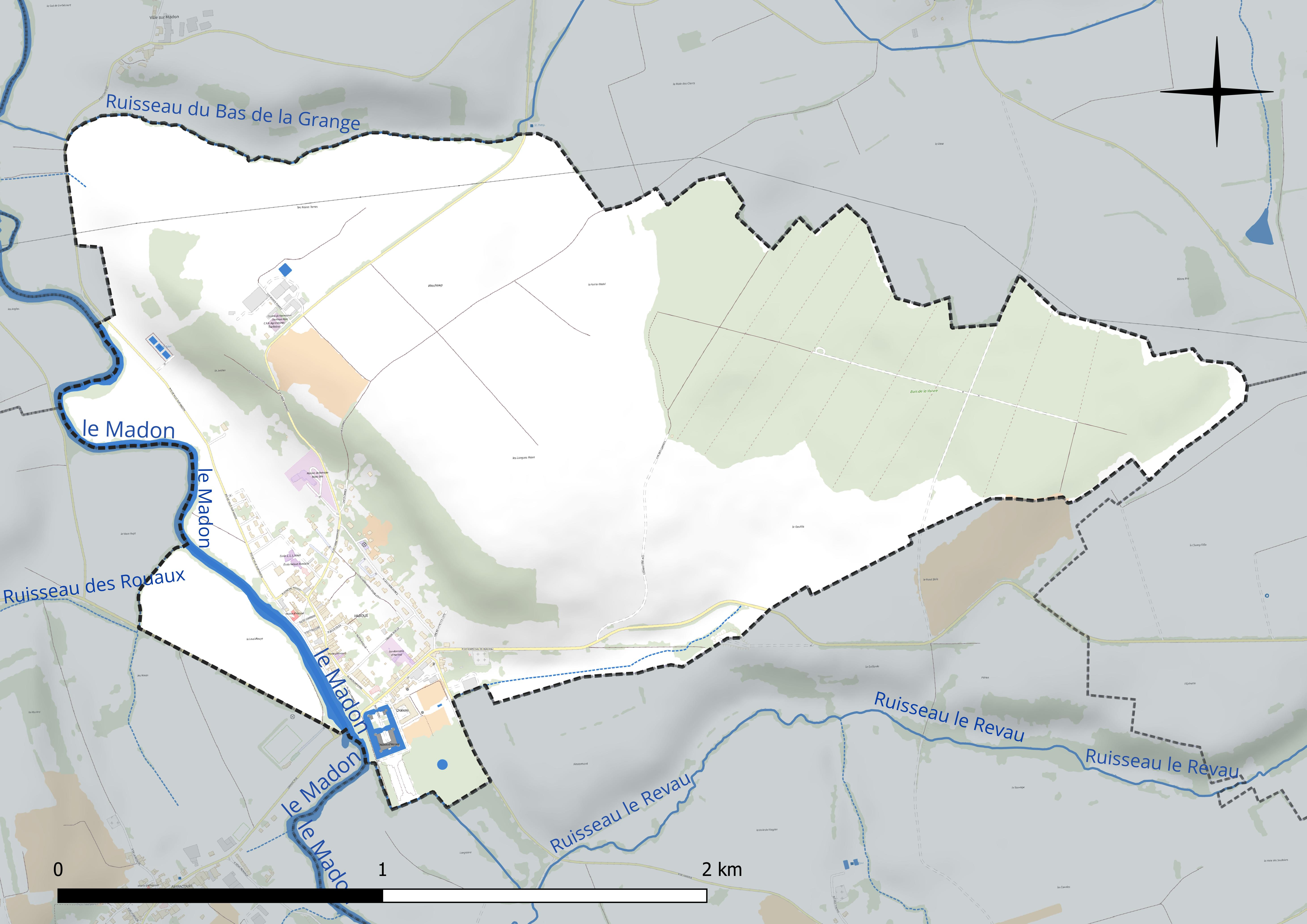
Réseau hydrographique d'Haroué.

### Climat
Pour des articles plus généraux, voir Climat du Grand Est et Climat de Meurthe-et-Moselle.
En 2010, le climat de la commune est de type climat des marges montargnardes, selon une étude du Centre national de la recherche scientifique s'appuyant sur une série de données couvrant la période 1971-2000. En 2020, Météo-France publie une typologie des climats de la France métropolitaine dans laquelle la commune est exposée à un climat semi-continental et est dans la région climatique  Lorraine, plateau de Langres, Morvan, caractérisée par un hiver rude (1,5 °C), des vents modérés et des brouillards fréquents en automne et hiver. 
Pour la période 1971-2000, la température annuelle moyenne est de 9,7 °C, avec une amplitude thermique annuelle de 17 °C. Le cumul annuel moyen de précipitations est de 872 mm, avec 11,6 jours de précipitations en janvier et 9,6 jours en juillet. Pour la période 1991-2020, la température moyenne annuelle observée sur la station météorologique de Météo-France la plus proche, « Mirecourt-inra », sur la commune de Mirecourt à 19 km à vol d'oiseau, est de 10,4 °C et le cumul annuel moyen de précipitations est de 824,3 mm. 
La température maximale relevée sur cette station est de 39,5 °C, atteinte le 25 juillet 2019 ; la température minimale est de −19,5 °C, atteinte le 20 décembre 2009,,. 
Les paramètres climatiques de la commune ont été estimés pour le milieu du siècle (2041-2070) selon différents scénarios d'émission de gaz à effet de serre à partir des nouvelles projections climatiques de référence DRIAS-2020. Ils sont consultables sur un site dédié publié par Météo-France en novembre 2022.

## Urbanisme

### Typologie
Au 1er janvier 2024, Haroué est catégorisée commune rurale à habitat dispersé, selon la nouvelle grille communale de densité à sept niveaux définie par l'Insee en 2022.
Elle est située hors unité urbaine. Par ailleurs la commune fait partie de l'aire d'attraction de Nancy, dont elle est une commune de la couronne,. Cette aire, qui regroupe 353 communes, est catégorisée dans les aires de 200 000 à moins de 700 000 habitants,.

### Occupation des sols
L'occupation des sols de la commune, telle qu'elle ressort de la base de données européenne d’occupation biophysique des sols Corine Land Cover (CLC), est marquée par l'importance des territoires agricoles (61,1 % en 2018), une proportion identique à celle de 1990 (61,1 %). La répartition détaillée en 2018 est la suivante : terres arables (49 %), forêts (30,8 %), prairies (12,1 %), zones urbanisées (8,1 %). L'évolution de l’occupation des sols de la commune et de ses infrastructures peut être observée sur les différentes représentations cartographiques du territoire : la carte de Cassini (XVIIIe siècle), la carte d'état-major (1820-1866) et les cartes ou photos aériennes de l'IGN pour la période actuelle (1950 à aujourd'hui).

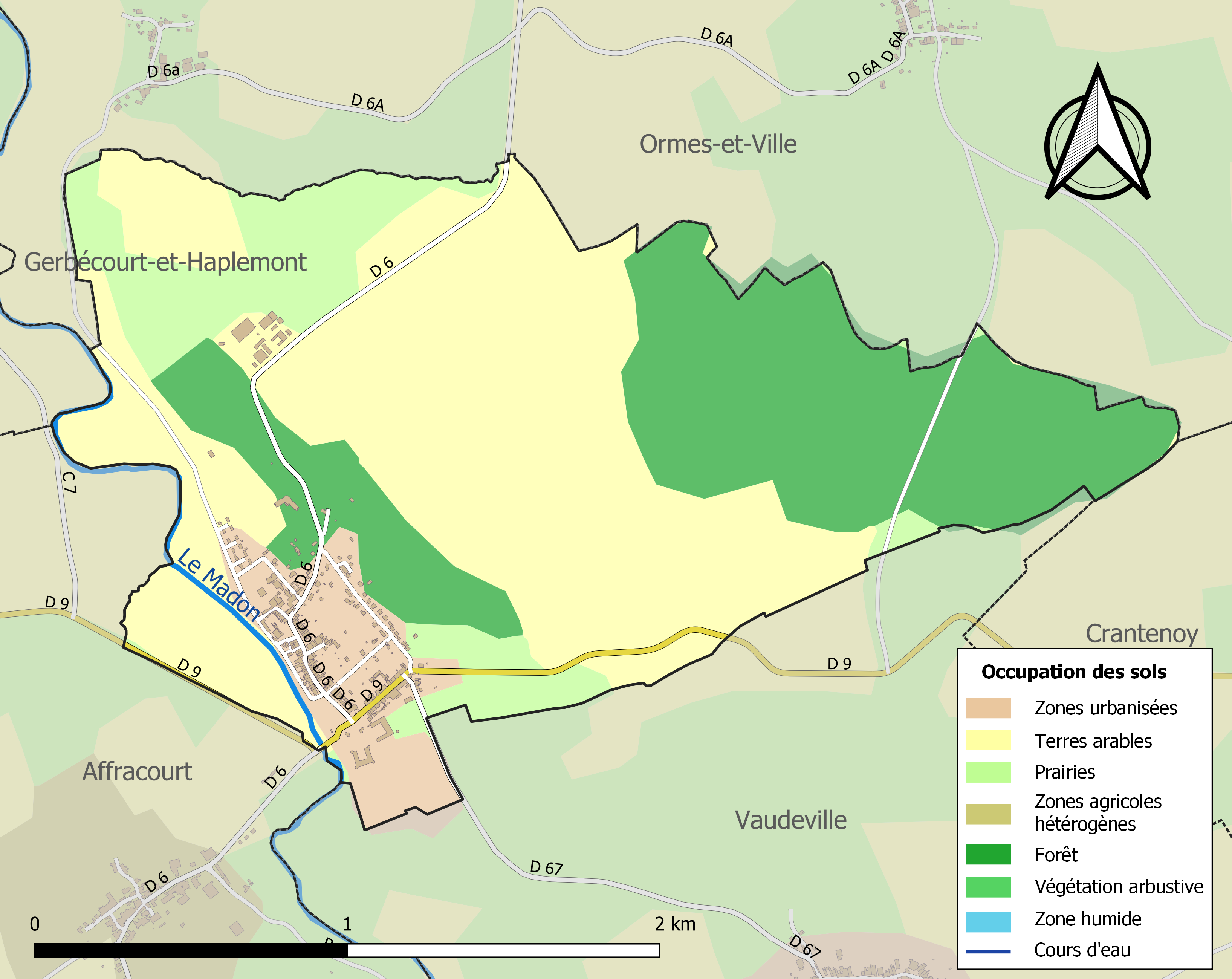
Carte des infrastructures et de l'occupation des sols de la commune en 2018 (CLC).

## Toponymie

### Anciennes mentions
Erouel (1241) ; Harouel (1358) ; Herewey, Harowei, Harowel (1371) ; Haruel (1378) ; Haroel (1380) ; Harruel (1386) ; Harowelz (1386) ; Herwel, Harowel (1392) ; Hairowelz (1396) ; Herowel (1399) ; Haruel, Herweil (1403) ; Harrowey (1416) ; Herwelz (1417) ; Hairueilz (1430) ; Harroueilz (1432) ; Harowez (1475) ; Harouelz (1496) ; Harrowel (1522) ; Harruel (1526) ; Herouel (1558) ; Harwoel (1577) ; Haroüel (1782) ; Haroué (1793),.

### Étymologie
On s'accorde généralement sur l'origine du suffixe -oué qui signifie « gué » ou « passage à gué » dans la langue régionale et parfois écrit wé. On le trouve également sous la forme -wey dans les chartes de la République de Metz. Le préfixe Har- viendrait du nom de personne franque Hariulf. Cependant, l'association d'un nom de personne à un pont ou à un gué est assez rare. On doit alors mentionner une autre hypothèse locale, sans fondement scientifique, selon laquelle Har viendrait de l'adjectif germanique hard et désignerait ainsi un gué difficile à franchir.

## Histoire
On a noté à Haroué les traces d'une présence gallo-romaine.
Le fief d'Haroué relevait de la châtellenie et du bailliage de Nancy ; il devint en 1623 le siège d'un marquisat.
Aux XIIe-XIVe siècles, les sires de Haroué y possédèrent leur château, alors environné seulement de quelques dépendances.
Au XVIe siècle, Haroué échut par mariage aux Bassompierre, et son successeur Christophe de Bassompierre fit bâtir un nouveau château dans le style de la Renaissance, qui fut très admiré et dont seuls les communs subsistent en partie. En 1623, le duc de Lorraine Henri II érigea la seigneurie en marquisat, en faveur du célèbre maréchal de Bassompierre[réf. nécessaire].
Le château des Bassompierre fut ruiné lors de la guerre de Trente Ans, et quand le duc Léopold donna Haroué à l'époux de sa favorite, Marc de Beauvau-Craon, celui-ci fit construire le palais actuel par Germain Boffrand en 1720. Le palais a été depuis, malgré quelques interruptions, la résidence des princes de Beauvau-Craon.
Après Haudonviller, Haroué prit le nom de Craon par lettres-patentes de Louis XV, données à Versailles au mois de février 1768, pour rappeler Craon (Mayenne), berceau de la famille de Beauvau-Craon en lignée féminine, et ne reprit son nom qu'à la Révolution.

## Politique et administration
| Période                                  | Période          | Identité                                                              | Étiquette | Qualité                       |
| ---------------------------------------- | ---------------- | --------------------------------------------------------------------- | --------- | ----------------------------- |
| Les données manquantes sont à compléter. |                  |                                                                       |           |                               |
| avant 1981                               | ?                | Robert Clausse                                                        |           |                               |
| mars 2001                                | 24 novembre 2020 | Guy Bouvier, Réélu pour le mandat 2020-2026 Décédé en cours de mandat |           | Ancien agriculteur exploitant |
| 27 février 2021                          | En cours         | Jean-Marie Marlier                                                    |           |                               |

## Population et société

### Démographie
L'évolution du nombre d'habitants est connue à travers les recensements de la population effectués dans la commune depuis 1793. Pour les communes de moins de 10 000 habitants, une enquête de recensement portant sur toute la population est réalisée tous les cinq ans, les populations de référence des années intermédiaires étant quant à elles estimées par interpolation ou extrapolation. Pour la commune, le premier recensement exhaustif entrant dans le cadre du nouveau dispositif a été réalisé en 2004.

En 2022, la commune comptait 514 habitants, en évolution de +0,39 % par rapport à 2016 (Meurthe-et-Moselle : −0,13 %, France hors Mayotte : +2,11 %).
| 1793 | 1800 | 1806 | 1821 | 1831 | 1836 | 1841 | 1846 | 1851 |
| ---- | ---- | ---- | ---- | ---- | ---- | ---- | ---- | ---- |
| 550  | 623  | 628  | 573  | 622  | 651  | 666  | 594  | 578  |

| 1856 | 1861 | 1872 | 1876 | 1881 | 1886 | 1891 | 1896 | 1901 |
| ---- | ---- | ---- | ---- | ---- | ---- | ---- | ---- | ---- |
| 610  | 597  | 519  | 582  | 551  | 588  | 617  | 602  | 593  |

| 1906 | 1911 | 1921 | 1926 | 1931 | 1936 | 1946 | 1954 | 1962 |
| ---- | ---- | ---- | ---- | ---- | ---- | ---- | ---- | ---- |
| 532  | 489  | 483  | 467  | 443  | 409  | 396  | 419  | 382  |

| 1968 | 1975 | 1982 | 1990 | 1999 | 2004 | 2006 | 2009 | 2014 |
| ---- | ---- | ---- | ---- | ---- | ---- | ---- | ---- | ---- |
| 353  | 419  | 424  | 451  | 434  | 457  | 471  | 419  | 487  |

| 2019 | 2022 | - | - | - | - | - | - | - |
| ---- | ---- | - | - | - | - | - | - | - |
| 506  | 514  | - | - | - | - | - | - | - |

## Culture locale et patrimoine

### Lieux et monuments

#### Édifices civils
- Château de Haroué : construit entre 1720 et 1732 par Germain Boffrand pour le prince Marc de Beauvau-Craon, vice-roi de Toscane, connétable de Lorraine. De manière surprenante, l'architecte a dû intégrer dans ses plans les quatre tours et les douves de l'ancien château médiéval de François de Bassompierre. La décoration a été en grande partie confiée à des artistes lorrains : Jean Lamour (1698-1771) pour les grilles, les balcons, et la rampe d'escalier, Pillement (1698-1771) pour le décor peint d'une des tours, Barthélemy Guibal (1699-1757), sculpteur des fontaines de la place Stanislas à Nancy pour la statuaire. Le parc à la française a été dessiné par le décorateur Emilio Terry. De nombreux éléments du château ont été classés monuments historiques par un arrêté du 27 juin 1983[27].

#### Édifices religieux
- Église de la Très-Sainte-Trinité, XVIe siècle, agrandie au XVIIIe siècle.
- Chapelle de l'ancien orphelinat, rue Pouget.
- Chapelle de Beauvau (devant le cimetière).

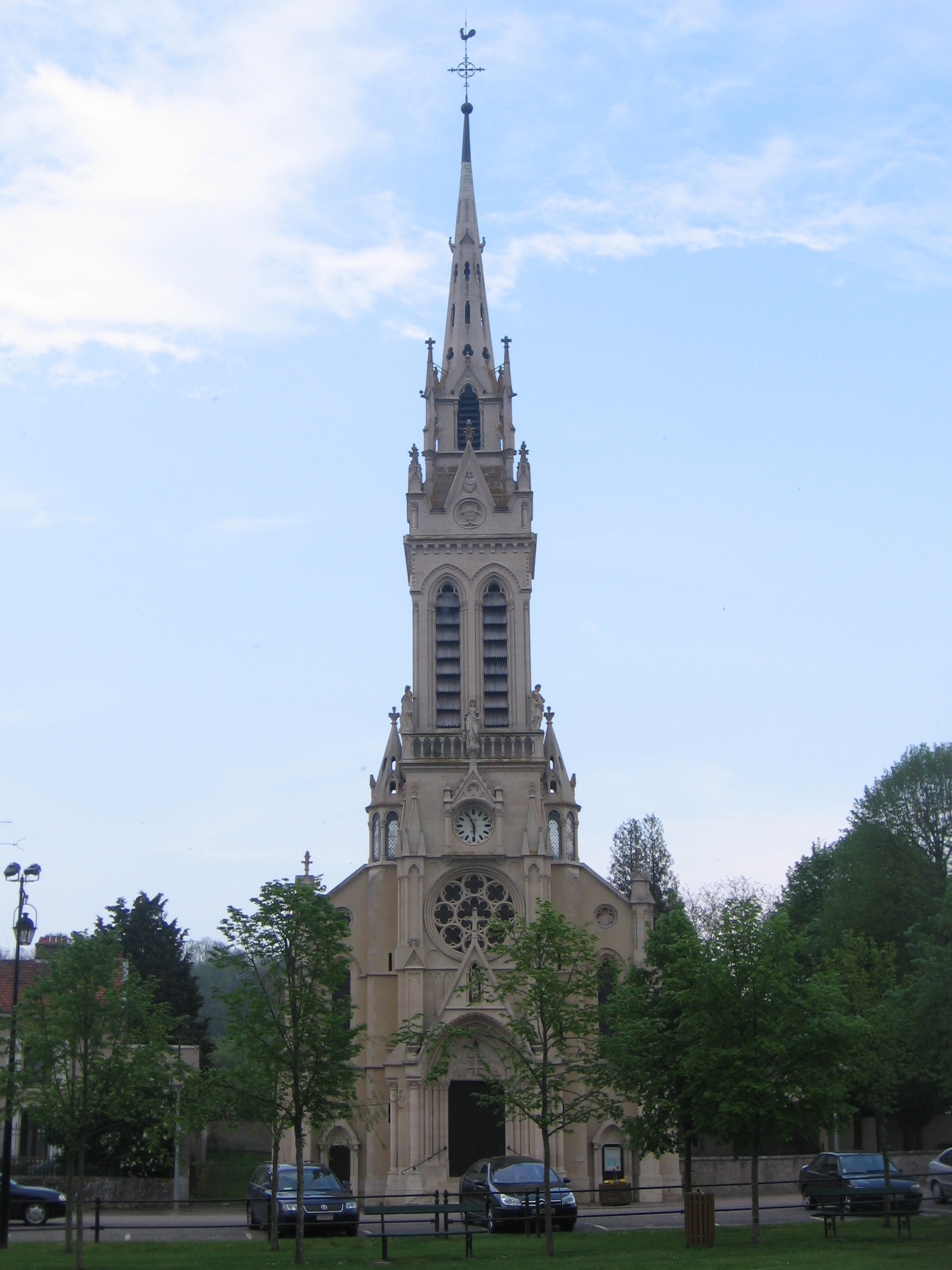
Église de la Très-Sainte-Trinité.
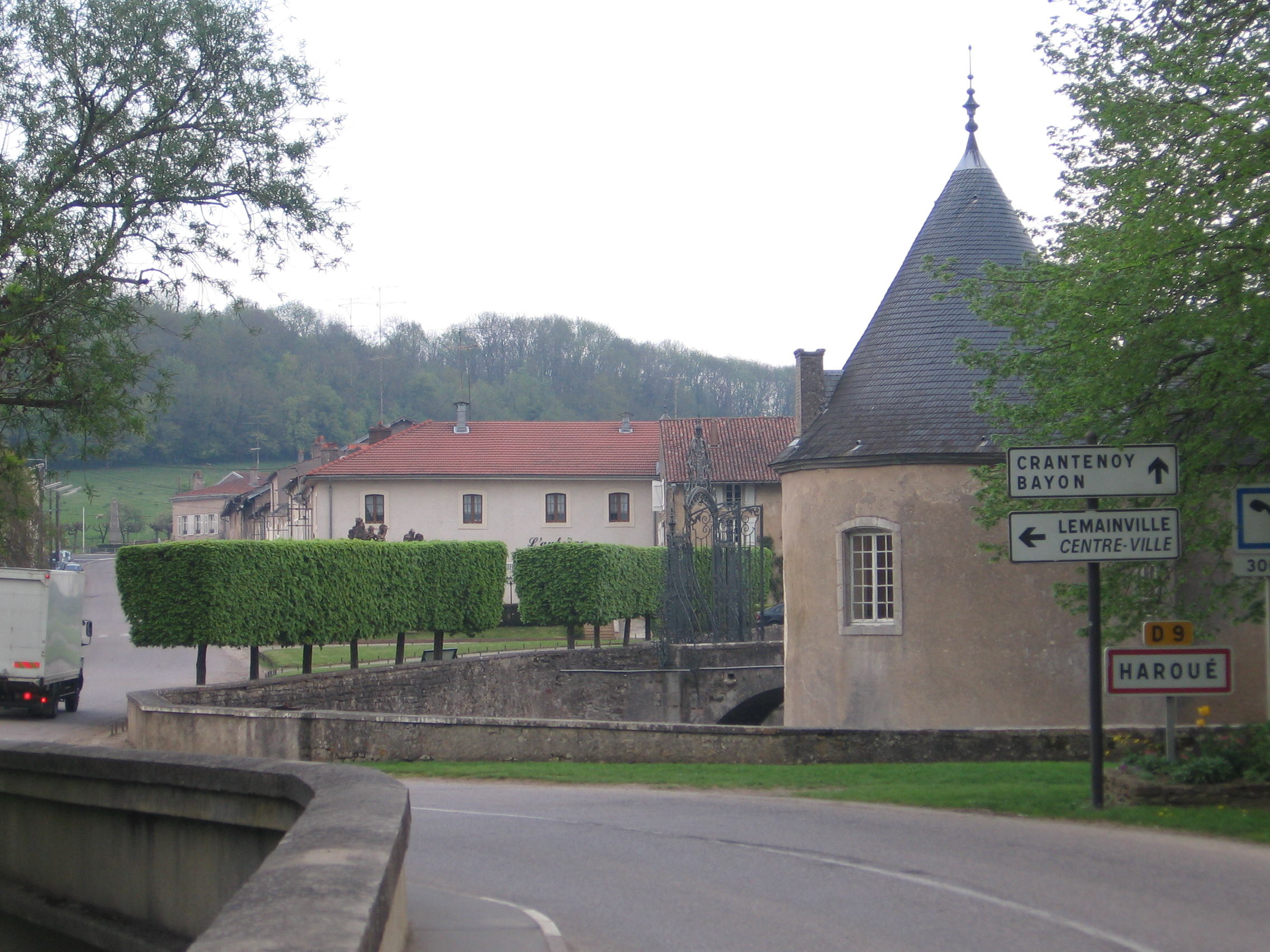
Entrée Haroué.

### Personnalités liées à la commune
- François de Bassompierre (1579-1646), marquis d'Haroué, maréchal de France, ambassadeur de France, né au château d'Haroué ;
- Marc de Beauvau-Craon (1679-1754), marquis d'Haroué, 1er prince de Craon, constructeur du château ;
- Marie-Françoise-Catherine de Beauvau-Craon (1711-1787), marquise de Boufflers, fille du précédent, maîtresse du roi Stanislas Ier ;
- Bienheureux René Dubroux M.E.P. (1914-1959), missionnaire au Laos, béatifié en 2016 ;
- Marc de Beauvau-Craon (1921-1982), 7e et dernier prince de Beauvau-Craon, mort au château ;
- François René Cailloux dit Pouget (né en 1767 à Haroué, mort le 17 septembre 1851 à Vézelise), général des armées de la République et de l'Empire.

### Héraldique
| Blason de Haroué | Blason  | D’argent à trois chevrons de gueules.                                                                            |
| Blason de Haroué | Détails | C’est aussi le blason des villes de Machecoul (Loire-Atlantique) et Chambellay (Maine-et-Loire). Adopté en 1953. |

### Blason populaire
Les habitants d'Haroué étaient affublés de trois sobriquets en lorrain-roman : « les boquawès » ce qui signifie les têtards, probablement en lien avec la proximité du Madon ; « les crôs » ce qui signifie les corbeaux mais il s'agit surtout d'un calembour avec la forme patoise du nom des châtelains, la famille Craon ; « les bawés » qui signifie les rustres.
Les habitants de Saxon-Sion avaient un quolibet à l'égard des habitants d'Haroué : « les chins de Hhérouè venat è lè fête sans ête invitès » ce qui veut dire : « les chiens d'Haroué viennent à la fête sans y être invités ».